# Marianne Marchand
Marianne Helena Marchand (1958, Países Bajos) es una académica neerlandesa especializada en relaciones internacionales y estudios de género. Es autora de numerosas publicaciones que abordan estos temas desde una perspectiva crítica y feminista. En 2017 recibió el Eminent Scholar Award otorgado por la sección Feminist Theory and Gender Studies de International Studies Association (ISA).

## Trayectoria Profesional
Marchand cursó la licenciatura en Historia y la maestría en Historia Contemporánea y Económica en la Universidad de Leiden, Países Bajos. Posteriormente, obtuvo el doctorado en Ciencia Política con especialización en Relaciones Internacionales en la Universidad Estatal de Arizona, Estados Unidos. También realizó estudios de posgrado avanzados en relaciones internacionales en Francia, obteniendo un Diplôme d'Études Approfondies (DEA).
Durante más de dos décadas fue profesora-investigadora de tiempo completo en la Universidad de las Américas Puebla (UDLAP), donde también dirigió el Programa de Estudios Canadienses. Ha sido profesora visitante o investigadora afiliada en instituciones académicas de Canadá, Estados Unidos, Alemania, Dinamarca, Noruega, Suecia, Surinam y Trinidad y Tobago.
En 2020 fue nombrada Associate Senior Fellow por el Käte Hamburger Kolleg / Centre for Global Cooperation Research de la Universidad de Duisburg-Essen. Desde 2023, se desempeña como profesora visitante en el Departamento de Ciencia Política de Carleton University, en Ottawa, Canadá.

### Líneas de investigación
El trabajo académico de Marchand se ha centrado en la intersección entre género, migración y desarrollo, así como en la economía política global, la teoría feminista posestructuralista, las epistemologías del sur y las dinámicas transfronterizas. Ha coordinado proyectos de investigación con financiamiento del Consejo Nacional de Ciencia y Tecnología de México (CONACYT), la Unión Europea, el gobierno de Canadá y el gobierno de los Países Bajos. Sus investigaciones han sido publicadas en revistas especializadas como Third World Quarterly, Millennium: Journal of International Studies e International Studies Quarterly.
Es considerada una de las pioneras en integrar la teoría feminista posestructuralista al estudio de las relaciones internacionales y la economía política global. Sus trabajos han influido en el desarrollo de enfoques epistemológicos alternativos que cuestionan las estructuras hegemónicas de poder, desarrollo y conocimiento en la disciplina. En su artículo The Future of Gender and Development after 9/11: Insights from Postcolonial Feminism and Transnationalism, propone una crítica al desarrollo global Post 11-S desde el feminismo poscolonial y el transnacionalismo.

## Publicaciones
El trabajo de Marchand ha sido citado en informes internacionales de la Organización de las Naciones Unidas y ha sido utilizado en programas de estudios de género y desarrollo alrededor del mundo. Su enfoque ha sido reconocido por aportar una visión situada del Sur Global que desafía las narrativas dominantes sobre migración, desarrollo y cooperación internacional.
- Feminism/Postmodernism/Development. Routledge, 1995.
- Latin American women speak on development: Are we listening yet?. En Feminism/Postmodernism/Development. Routledge, 1995.
- The political economy of new regionalisms. Third World Quarterly, vol. 20, núm. 5, 1999, pp. 897–910.
- The weave-world: Regionalisms in the South in the new millennium. Third World Quarterly, vol. 20, núm. 5, 1999, pp. 1061–1070.
- Gender and Global Restructuring: Sightings, Sites and Resistances. Routledge, 2000; segunda edición, 2011.
- Different communities/different realities/different encounters: A reply to J. Ann Tickner. International Studies Quarterly, vol. 44, núm. 3, 2000, pp. 441–446.

- Exploding the canon. En Rethinking Empowerment: Gender and Development in a Global/Local World. Oxford University Press, 2001.

## Premios y distinciones
- Eminent Scholar Award, sección Feminist Theory and Gender Studies, International Studies Association (2017).
- Associate Senior Fellow, Käte Hamburger Kolleg, Universidad de Duisburg-Essen (2020).
- Integrante del Sistema Nacional de Investigadores (Nivel III), México (desde 2013).
- Vicepresidenta de la International Studies Association (2007–2008).